# Mysmena changouzi
Mysmena changouzi là một loài nhện trong họ Mysmenidae.
Loài này thuộc chi Mysmena. Mysmena changouzi được miêu tả năm 2009 bởi Miller, Griswold & Yin.